# Carlo Bernini
Carlo Bernini (Bondeno, 6 maggio 1936 – Castelfranco Veneto, 1º gennaio 2011) è stato un politico italiano, quarto presidente della Regione Veneto.

## Biografia

### Studi ed attività accademica
Nato a Bondeno (Ferrara), si trasferisce con la famiglia a Crocetta del Montello (Treviso) essendo il padre caporeparto al Canapificio Veneto. Conseguita la maturità classica presso il liceo Antonio Canova di Treviso, si laurea in economia e commercio all'Università "Ca' Foscari" di Venezia e in scienze politiche all'Università di Trieste. A questi titoli accademici aggiunge, nel 1974, la laurea in legge della Northwood Institute of Middland (Michigan), nella quale figura anche nella galleria di chi ha sostenuto accademicamente e filantropicamente l'Università.
È stato docente di economia dei trasporti presso le Università di Padova e Trieste. Infine ha insegnato presso la Link Campus University of Malta in Roma.

### Attività politica
Entra giovanissimo in politica nelle file della Democrazia Cristiana, aderendo prima alla corrente di Amintore Fanfani, poi chiamato da Antonio Bisaglia in quella dei dorotei, è stato dal 1971 al 1980 presidente della Provincia di Treviso e dal 1980 al 1989 presidente della Regione Veneto. Svolgendo questo incarico, fonda nel 1978 la Comunità di lavoro Alpe Adria, divenendone presidente dal 1982 al 1984. Dal 1987 al 1989 è anche presidente dell'Assemblea delle Regioni d'Europa.
Alle elezioni politiche del 1992 si candida al Senato della Repubblica per la Democrazia Cristiana e viene eletto ricoprendo la carica di senatore fino al 1994. Tra il 1991 e il 1992 è stato Ministro dei trasporti nel governo Andreotti VII.
Nel 1992 si ritira dalla politica attiva, in seguito al coinvolgimento personale in procedimenti giudiziari legati all'inchiesta di Tangentopoli, riguardo a tangenti ricevute per pilotare l'assegnazione degli appalti per la costruzione della bretella autostradale di Tessera e l'ampliamento dell'autostrada A4 tra Venezia e Padova.
Dopo un lungo periodo di inattività, nel 2003 aderisce all'UdC di Pier Ferdinando Casini, partito che abbandona tuttavia nel 2008, quando entra a far parte del Popolo delle Libertà. Nell'ottobre dello stesso anno viene nominato consigliere giuridico del Ministro per l'attuazione del programma di governo Gianfranco Rotondi.

### Incarichi dirigenziali
Dal 1972 al 1974 Bernini è stato consigliere d'amministrazione di Alitalia, ed ha svolto l'attività di consulente in materia di economia dei trasporti presso varie aziende del settore.
Negli anni 2000 ha presieduto la compagnia aerea low cost Myair.com. Il 21 luglio 2009 MyAir rimane a terra con i suoi velivoli per mancato pagamento di tasse e tariffe aeroportuali, lasciando moltissimi passeggeri senza riprotezione in molti aeroporti italiani e il 23 luglio si vede sospendere la licenza da parte dell'ENAC per i gravi disservizi causati ai passeggeri.

### Morte
Nell'estate del 2010 è entrato in coma a seguito di un infarto. È morto nella notte di Capodanno a Castelfranco Veneto. I funerali, dopo il saluto nella camera ardente allestita nella Sala Consiliare del Municipio di Asolo, sono stati celebrati alle 11:00 di mattina del 4 gennaio nel Duomo di Asolo perché, si dice, «ha amato più Asolo che Roma».